# Lokale Politieke Federatie Spijkenisse
De Lokale Politieke Federatie Spijkenisse (afgekort: LPF Spijkenisse) was een lokale politieke partij in de voormalige Nederlandse gemeente Spijkenisse (provincie Zuid-Holland).
De Lokale Politieke Federatie Spijkenisse, kortweg LPF Spijkenisse, was een onafhankelijke politieke partij, in 2009 opgericht door Jos van Tilburg en Marjan van den Heuvel. Zij maakten in de raadsperiode 2006-2010 deel uit van de fractie Lijst Pim Fortuyn Spijkenisse. 
Met de naam Lokale Politieke Federatie Spijkenisse is ervoor gekozen om de letters LPF te behouden. Dit in navolging van de Lokale Politieke Federatie Westland. Bij de Nederlandse gemeenteraadsverkiezingen 2010 is de partij met 10 kiesgerechtigden de verkiezingsstrijd aangegaan en heeft de partij 887 stemmen (3,31%) behaald wat voldoende was voor 1 zetel. Hiermee werd de LPF de op een na kleinste partij in de gemeenteraad.

## Acties
Bekende acties van de partij waren onder andere:
- Kieskompas paswoord actie, die ook landelijk bekendheid haalde
- de "valentijnsactie" Zwerfafval Roadshow
- Blackspots website voor verkeersveiligheid
- Dierenwelzijn binnen Spijkenisse op de kaart gezet
- Petitie behoud pand Geldtelder; historisch Spijkenisse

## Programma
De LPF Spijkenisse zei op te komen voor:
- Meedoen-democratie: actieve betrokkenheid van de burgers bij de politiek en de beslissingen
- veiligheid
- behoud van groen & tegengaan van verloedering
- bouwen naar behoefte
- dierenwelzijn